# PlayStation Productions
PlayStation Productions, LLC è uno studio di produzione statunitense di proprietà di Sony Interactive Entertainment (SIE). Lo studio è preposto all'adattamento dei titoli di videogiochi della SIE in film e serie televisive. I suoi adattamenti finora includono i film Uncharted, Gran Turismo - La storia di un sogno impossibile, Until Dawn - Fino all'alba e le serie televisive The Last of Us e Twisted Metal.

## Storia

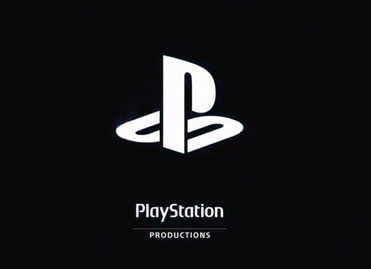
Il logo di PlayStation Productions riprodotto durante i titoli di coda dei film

Nel 2019 Sony Interactive Entertainment fonda a Culver City in California la PlayStation Productions con l'obiettivo di adattare i franchise di videogiochi della società in film e serie televisive. L’iniziativa punta a una stretta collaborazione tra i reparti cinematografici e televisivi di Sony Pictures e gli studi di sviluppo di Sony Interactive Entertainment.
Nel dicembre 2020, Tony Vinciquerra, presidente e CEO di Sony Pictures, ha annunciato che Sony stava sviluppando tre film e sette serie televisive basati su videogiochi PlayStation.
Il primo film prodotto da PlayStation Productions è stato Uncharted, diretto da Ruben Fleischer e basato sull'omonima saga videoludica creata da Naughty Dog, viene distribuito nei cinema il 17 febbraio 2022. Un sequel è attualmente in sviluppo. Gran Turismo - La storia di un sogno impossibile, tratto dalla serie di simulazione di guida di Polyphony Digital, ha avuto un’uscita limitata nelle sale l’11 agosto 2023, prima di essere distribuito globalmente il 25 agosto 2023.
L’uscita del film Until Dawn, adattamento del videogioco horror di Supermassive Games, è prevista per il 25 aprile 2025. Sono inoltre in fase di sviluppo adattamenti cinematografici per Ghost of Tsushima (Sucker Punch Productions), Days Gone (Bend Studio), Gravity Rush (Japan Studio) e Helldivers (Arrowhead Game Studios). Anche un film basato sulla serie Horizon di Guerrilla Games è in lavorazione, dopo che un precedente adattamento televisivo per Netflix è stato cancellato.
Nel febbraio 2022 è stato annunciato lo sviluppo di un film basato su Jak and Daxter, con la regia di Ruben Fleischer (Uncharted), in collaborazione con Naughty Dog.
PlayStation Productions sta inoltre sviluppando un reboot cinematografico di Resident Evil, segnando il primo film dello studio basato su una proprietà intellettuale non appartenente a Sony, ma alla serie horror di Capcom.
La prima serie televisiva prodotta da PlayStation Productions è The Last of Us, adattamento dell’omonimo videogioco di Naughty Dog, trasmessa su HBO dal 15 gennaio al 12 marzo 2023. Una seconda stagione è prevista per aprile 2025.
Twisted Metal, serie TV basata sull’omonimo franchise di combattimenti automobilistici, è stata distribuita su Peacock il 27 luglio 2023 negli Stati Uniti e in Italia a febbraio 2025. Una seconda stagione è attesa per il 2025.
Infine, è in fase di sviluppo un adattamento live-action del franchise God of War di Santa Monica Studio per Prime Video.

## Prodotti

### Film
| Film                                             | Data di uscita originale | Data di uscita italiana | Regia             | Sceneggiatura                               | Produttori                                                              |
| ------------------------------------------------ | ------------------------ | ----------------------- | ----------------- | ------------------------------------------- | ----------------------------------------------------------------------- |
| Uncharted                                        | 18 febbraio 2022         | 17 febbraio 2022        | Ruben Fleischer   | Art Marcum, Matt Holloway, Rafe Lee Judkins | Columbia Pictures, Atlas Entertainment, Arad Productions                |
| Gran Turismo - La storia di un sogno impossibile | 11 agosto 2023           | 20 settembre 2023       | Neill Blomkamp    | Jason Hall, Zach Baylin                     | Columbia Pictures, 2.0 Entertainment                                    |
| Until Dawn - Fino all'alba                       | 25 aprile 2025           | 2025                    | David F. Sandberg | Blair Butler, Gary Dauberman                | Columbia Pictures, Screen Gems, Vertigo Pictures, Coin Operated Mangata |

#### Uncharted(2022)
Primo lungometraggio di PlayStation Productions basato sull'omonima saga di Naughty Dog. I protagonisti sono Tom Holland nei panni di Nathan Drake, Mark Wahlberg nei panni di Victor "Sully" Sullivan. Antonio Banderas interpreta l'antagonista Moncada creato apposta per il film e non presente della serie videoludica. Il film funge da prequel/remake dove narra le origini di Nathan Drake. Il film è diretto da Ruben Fleischer. Il film ha ottenuto un buon successo commerciale, con un incasso globale di oltre 400 milioni di dollari. Un sequel è in via di sviluppo.

#### Gran Turismo - La storia di un sogno impossibile(2023)
Secondo lungometraggio di PlayStation Productions basato sull'omonima saga. Composto da un cast corale: David Harbour, Orlando Bloom e Djimon Hounsou. Il film è stato distribuito il 13 agosto 2023 mentre in Italia il 20 settembre. Diretto da Neill Blomkamp, il film racconta la storia vera di Jann Mardenborough, un giocatore professionista del videogioco Gran Turismo che riesce a diventare pilota nella vita reale. Il film ha ottenuto un’accoglienza positiva, soprattutto per il mix tra sport, emozione e videogioco.

#### Until Dawn - Fino all'alba(2025)
Il 17 gennaio 2024 viene annunciata la lavorazione del film di Until Dawn. Il film è diretto da David F. Sandberg. Il film uscirà il 25 aprile 2025 e in Italia nello stesso anno. Ispirato al videogioco horror interattivo di Supermassive Games, Until Dawn è un film che unisce elementi slasher e sovrannaturali, incentrato su un gruppo di ragazzi intrappolati in una baita isolata. Diretto da David F. Sandberg, rappresenta il primo vero horror cinematografico di PlayStation Productions.

### Serie televisive
| Serie          | Stagioni | Episodi | Data di uscita originale | Data di uscita italiana | Produttori                                                                                            | Distribuzione | Showrunner                   |
| -------------- | -------- | ------- | ------------------------ | ----------------------- | --- | ------------- | ---------------------------- |
| The Last of Us | 2        | 16      | 15 gennaio 2023          | 23 gennaio 2023         | Sony Pictures Television, Naughty Dog, Word Games, The Mighty Mint                                    | HBO           | Craig Mazin e Neil Druckmann |
| Twisted Metal  | 1        | 10      | 27 luglio 2023           | 11 febbraio 2025        | Sony Pictures Television, Artists First, Electric Avenue, Inspire Entertainment, Universal Television | Peacock       | Michael Jonathan Smith       |

#### The Last of Us(2023)
Prima serie televisiva basata sull'omonimo videogioco aventi come protagonisti Pedro Pascal nei panni di Joel e Bella Ramsey nei panni di Ellie. La serie è uscita il 15 gennaio 2023 sul canale via cavo HBO, mentre in Italia su Sky Atlantic il 23 gennaio 2023. La serie è stata rinnovata per una seconda stagione, basata su The Last of Us Parte II, uscita negli Stati Uniti il 13 aprile 2025 e in Italia il giorno successivo. La serie ha riscosso grande successo di critica e pubblico, ricevendo diverse candidature agli Emmy. Il 9 aprile 2025 HBO ha rinnovato la serie per una terza stagione.

#### Twisted Metal(2023)
Serie televisiva commedia d'azione disponibile dal 27 luglio 2023 sulla piattaforma Peacock. La serie ha come protagonista Anthony Mackie e si ispira alla saga automobilistica post-apocalittica Twisted Metal. Nonostante recensioni miste, è stata rinnovata per una seconda stagione grazie al buon riscontro di pubblico e sarà resa disponibile dal 31 luglio 2025 su Peacock.

### In sviluppo

#### Film
Il 25 marzo 2021 viene annunciata la lavorazione di un film su Ghost of Tsushima diretto da Chad Stahelski. Nel febbraio 2022 viene annunciato l'adattamento cinematografico di Jak and Daxter, il film sarà diretto da Ruben Fleischer. Ad agosto dello stesso sono stati rivelati due nuovi progetti: un adattamento di Days Gone, diretto da Johannes Roberts e distribuito dalla TriStar Pictures, e un film ispirato a Gravity Rush diretto da Anna Mastro e distribuito da Columbia Pictures. Nel gennaio 2025, alla presentazione del CES di Las Vegas, Sony ha annunciato un film basato su Horizon Zero Dawn, distribuito da Columbia Pictures, e l'adattamento cinematografico del videogioco fantascientifico, con ambientazione spaziale, Helldivers.
| Film               | Data di uscita originale | Data di uscita italiana | Regia            | Sceneggiatura   | Produttori                                                          |
| ------------------ | ------------------------ | ----------------------- | ---------------- | --------------- | ------------------------------------------------------------------- |
| Days Gone          | TBA                      | TBA                     | Johannes Roberts | Sheldon Turner  | TriStar Pictures, Vendetta Productions                              |
| Gravity Rush       | TBA                      | TBA                     | Anna Mastro      | Emily Jerome    | Columbia Pictures, Scott Free Productions                           |
| Ghost of Tsushima  | TBA                      | TBA                     | Chad Stahelski   | Takashi Doscher | Columbia Pictures, 87Eleven Entertainment, Sucker Punch Productions |
| Horizon: Zero Dawn | TBA                      | TBA                     | TBA              | TBA             | Columbia Pictures                                                   |
| Jak and Daxter     | TBA                      | TBA                     | TBA              | TBA             | Columbia Pictures, Naughty Dog                                      |
| Helldivers         | TBA                      | TBA                     | TBA              | TBA             | Columbia Pictures                                                   |

#### Serie televisive
Il 7 marzo 2022 viene annunciata la lavorazione di una serie televisiva su God of War sulla piattaforma Prime Video. La serie tv adatterà la saga norrena presente nei videogiochi God of War (2018) e God of War Ragnarök. Nell'ottobre 2024 è stato annunciato che Ronald D. Moore ha sostituto Rafe Judkins come sceneggiatore, produttore esecutivo e showrunner.
| Serie      | Stagioni | Episodi | Data di uscita originale | Data di uscita italiana | Produttori                                                                               | Distribuzione | Showrunner      |
| ---------- | -------- | ------- | ------------------------ | ----------------------- | ---------------------------------------------------------------------------------------- | ------------- | --------------- |
| God of War | TBA      | TBA     | TBA                      | TBA                     | Sony Pictures Television, Vertigo Entertainment, Santa Monica Studio, Amazon MGM Studios | Prime Video   | Ronald D. Moore |

#### Serie animate
Ghost of Tsushima: Legends è una serie animata basata sull’omonimo videogioco sviluppato da Sucker Punch Productions. Annunciata durante il CES di Las Vegas, la serie è prodotta da Crunchyroll in collaborazione con Aniplex, Sony Music e PlayStation Productions. L’adattamento includerà elementi della modalità cooperativa Legends, ispirata alla mitologia giapponese, e sarà diretto da Takanobu Mizuno, noto per il suo lavoro in Star Wars: Visions. Il progetto si aggiunge all’espansione del franchise, che comprende anche un film live-action e il sequel del videogioco. Rahul Purini, presidente di Crunchyroll, ha dichiarato che l’anime offrirà “un nuovo ed entusiasmante modo di vivere il gioco attraverso uno stile audace e rivoluzionario”.
| Serie                      | Stagioni | Episodi | Data di uscita originale | Data di uscita italiana | Produttori                       | Distribuzione | Studio         |
| -------------------------- | -------- | ------- | ------------------------ | ----------------------- | -------------------------------- | ------------- | -------------- |
| Ghost of Tsushima: Legends | TBA      | TBA     | 2027                     | TBA                     | Crunchyroll, Aniplex, Sony Music | Crunchyroll   | Kamikaze Douga |

### Cancellati
Il 26 maggio 2022 è stata annunciata la lavorazione di una serie televisiva sulla serie Horizon per la piattaforma Netflix. La serie avrebbe dovuto intitolarsi Horizon 2074 e sarebbe stata ambientata in due linee temporali. In seguito il progetto è stato abbandonato.